# Hemiphyllodactylus
Hemiphyllodactylus, del griego clasico ἡμι- (hēmi-), "mitad", φύλλον (phúllon), "hoja", y δάκτυλος (dáktulos), "dedo", es un género de gecos de la familia Gekkonidae. Se distribuyen por el sur y este de Asia y Oceanía.

## Especies
Se reconocen las siguientes 29 especies:
- Hemiphyllodactylus aurantiacus (Beddome, 1870)
- Hemiphyllodactylus banaensis Ngo Van Tri, Grismer, Thai & Wood, 2014
- Hemiphyllodactylus bintik Grismer, Wood, Anuar, Quah, Muin, Onn, Sumarli & Loredo, 2015
- Hemiphyllodactylus bokor Neang, Samorn, Hun, Henson & Stuart, 2024[3]
- Hemiphyllodactylus cattien Yushchenko, Grismer, Bragin, Dac & Poyarkov, 2023[4]
- Hemiphyllodactylus changningensis Guo, Zhou, Yan & Li, 2015
- Hemiphyllodactylus chiangmaiensis Grismer, Wood & Cota, 2014
- Hemiphyllodactylus diaoluoshanensis Wang, Qi, Zhang, Zheng, Li, Song, Xie, Li & Wang, 2025[5]
- Hemiphyllodactylus engganoensis Grismer, Riyanto, Iskandar & Mcguire, 2014
- Hemiphyllodactylus ganoklonis Zug, 2010
- Hemiphyllodactylus gengmaensis Zhou, Li, Shen,  Liu & Rao, 2024[6]
- Hemiphyllodactylus harterti (Werner, 1900)
- Hemiphyllodactylus houaphanensis Luu, Hoang, Ha, J. L. Grismer, Murdoch, Sitthivong, Phimpasone & L. L. Grismer, 2024[7]
- Hemiphyllodactylus insularis Taylor, 1918
- Hemiphyllodactylus jianfenglingensis Wang, Qi, Jiang, Song, Yang, Yu, Li & Wang, 2025[5]
- Hemiphyllodactylus khpoh Grismer, Sinovas, Quah, Thi, Chourn, Chhin, Hun, Cobos, Geissler, Ching & Murdoch, 2025[8]
- Hemiphyllodactylus kiziriani Nguyen, Botov, Le Duc, Nophaseud, Zug, Bonkowski & Ziegler, 2014
- Hemiphyllodactylus laowozhenensis Zhou, Wang, Cui, Zhang, Shen, Li, Liu & Rao, 2025[9]
- Hemiphyllodactylus larutensis (Boulenger, 1900)
- Hemiphyllodactylus lingshuiensis Wang, Qi, Yu, Song, Li & Wang, 2025[5]
- Hemiphyllodactylus lungcuensis Luu, Nguyen, Do, Pham, Hoang, Nguyen, Le, Ziegler, Grismer et Grismer, 2023[10]
- Hemiphyllodactylus margarethae Brongersma, 1931
- Hemiphyllodactylus samkos Neang, Samorn, Hun, Henson & Stuart, 2024[3]
- Hemiphyllodactylus tehtarik Grismer, Wood Jr, Anuar, Muin, Quah, Mcguire, Brown, Van Tri & Thai, 2013
- Hemiphyllodactylus titiwangsaensis Zug, 2010
- Hemiphyllodactylus typus Bleeker, 1860
- Hemiphyllodactylus vanhoensis Luu, Hoang, Ha, J. L. Grismer, Murdoch, Sitthivong, Phimpasone & L. L. Grismer, 2024[7]
- Hemiphyllodactylus yunnanensis (Boulenger, 1903)
- Hemiphyllodactylus zugi Nguyen, Lehmann, Le Duc, Duong, Bonkowski & Ziegler, 2013

Según otros autores estas otras especies también son válidas: 
- Hemiphyllodactylus dushanensis (Zhou & Liu, 1981)[11]
- Hemiphyllodactylus jinpingensis (Zhou & Liu, 1981)[11]
- Hemiphyllodactylus longlingensis (Zhou & Liu, 1981)[11]